# Хумке у Суботици и околини
О хумкама на северу Војводине и Србије располажемо са мало података, али је и једна реченица из старе монографије Суботице која их само овлаш помиње довољна за увод у тематику: "Ако би се подробније истраживале, неке од старих хумки које се у великом броју могу видети и на пустарама нашег града – а које се из незнања приписују Римљанима - показале би се као хунски тумули". Ову једину реченицу о хумкама (курганима) у својој двотомној монографији града написао је 1886. године хроничар Суботице Иштван Ивањи (1845-1917), а у истој се жали на њихову неистраженост. Након више од једног века се и није узнапредовало у поузданим сазнањима везаним за градитеље и епоху ових хумки, које су да ствар буде још тежа, од времена Ивањија полако нестајале.

## Опис
Хумке у општини Суботица Ивањи приписује Хунима, чији први долазак са североистока ставља у 4. век. Но тумачећи у духу савременика описује и групу староседелаца коју идентификује као јаси (мађ. jászok) или куни (jászkunok) то јест кумани, који су по тадашњим ауторима овде боравили у римско доба, а након тога нестали или се припојили хунима. Интересантно је да о њима овај полихистор, који је био пионир археологије а основао је и Друштво Историчара не говори ништа, а још мање у контексту хумки.
О овом народу који данас идентификујемо као Сармати (племена јазиги и др.) стекло се више знања откривањем и археолошким ископавањима њихових некропола (поставке у Градском музеју и шире). Али и даље се не зна поуздано ко је градио хумке. Сматра се да их има из најмање три епохе: неолит, античко доба и средњи век. Ниједна хумка у општини није плански истраживана, иако су делимично археолошки обрађене, јер су из њихове околине проналажени предмети. Није познато ни то да ли је некропола најновије откривена на узвишењу Капоња права хумка, значи курган или тумул, јер су ископавани само горњи слојеви где је пронађено гробље из средњег века са црквом, а претпоставља се и насеље из исте епохе у широј околини археолошког налазишта. У целој општини, па и овде проналажени су трагови присуства сармата, али конкретне локације у подручју Капоња нису истраживане. У непосредној околини има неколико хумки или јако изораних узвишења са карактеристикама истих. Слично је и са археолошким налазиштима Хинга и Буџак код Хајдукова, од којих је ово друго налазиште из најстаријег периода у околини Суботице (рани неолит).
|  |  |

## Стање и перспективе
На жалост, нарушеност хумки у северној Бачкој је велика - скоро половина је потпуно уништена, неке још у старијем периоду, а остатак је углавном у врло лошем стању. На њиховим добро описаним или традиционално познатим локацијама чека нас сусрет са преораном њивом или дивљом депонијом. Према прелиминарним истраживањима од идентификованих око 65 хумки у општини Суботица, делимично је сачувано само 9. Гледајући табелу видимо да се ради о занемареном, тешко оштећеном и делимично уништеном културно-историјском наслеђу, које би захтевало хитне интервенције као на општинском тако на државном нивоу – санирање, обележавање и очување малобројних преосталих хумки.
Табела приказује основне податке о хумкама које се могу идентификовати, без оних хумкама налик узвишења која су можда природна, али би потенцијално могле да буду и недокументоване хумке или узвишења типа тел. Подаци се односе на историјске хумке, значи све оне за које постоји податак, стари и нови. Листа је прелиминарна.

## Важније хумке у околини Суботице
- хумка Капоња (археолошко налазиште - XIII. век)
- хумка Бајмок (изорана, али постоји)
- хумка Скендерево (у раскопаном стању)
- хумка Мадараш (уништена 2016. године без остатака. Ориг. назив мађ. )
- Калварија Чантавир (велик брег - изворно тел?)
- хумка Цигањ ("Циганска хумка" се налазила усред пустаре Радановац-Хајдуково која је данас под шумом - археолошко налазиште, ориг. назив мађ. )
- хумка Фекете (локација "Црне хумке" није тачно идентификована. Ориг. назив мађ. )
- Бошњачка хумка (хумка на Палићу која није лоцирана, нема остатака. Ориг. назив мађ. )
- Хумка Баба (хумка на јужном делу језера Лудаш, са једним од назива "Дебело брдо" и мађ. Bába halom - археолошко налазиште)
- хумка Секељхалом (археолошко налазиште неолита и бронзаног доба, ориг. назив мађ. )
- Каменити хат (археолошко налазиште - XIII. век)
- хумка Расоваш (одаје само разлика у рељефу, уништена је орањем)
- пешчана хумка Келебија (може се идентификовати на топографским мапама са још три пратећа узвишења - "хумка каранфила" због богатих флористичких остатака)
- хумка Сенћански пут (лоцирана 2016. године - веровало се да је изорана без остатака)
- хумка Перељ (на Лудaшком шору, ориг. назив је "Perelly Halom" (мађ. Pörös?)
- курган "Прокеш" (хумка на потезу Прокеш, названом по некадашњем властелину овог атара)
- хумка Палић (Палићка хумка је била на месту каснијег салашког шора)
- Црни хат (недалеко Бикова, нажалост потпуно збрисана орањем, без остатака)
- хумка Бајин ат (висинска тачка на коти 116 м, прво циглана, данас део градске депоније Суботица - археолошко налазиште)

## Галерија
| - Панорама раскршћа сенћанског и шупљачког старог пута са вероватном локацијом хумке, на месту крајпуташа из 1912. године - Поглед из воза на стари, пољопривредно уништавани курган на путу између Суботице и Сомбора - Положај хумке "Бајинхат" код Суботице, данас део градске депоније, на мапи из 1880. године - Панорамски поглед на хумку Прокеш у истоименом атару, на Великом Радановцу |

## Извори и белешке
1. ↑  мађ.  (Историја слободног краљевског града Суботице), p.29
2. ↑  мађ.  (Историја слободног краљевског града Суботице), ibid.
3. ↑  (Ивањијева археолошка поставка у згради суботичке Гимназије се сматра зачећем данашњег Градског музеја.)
4. ↑  мађ.
5. ↑  Gradski muzej Subotica - Arheološka zbirka Архивирано на веб-сајту  (29. јул 2017) (6. јун 2015)
6. ↑  Subotica: Duboko oranje “izbacilo” crkvu iz 12. veka (Вечерње новости, 1. децембар 2013)